# Matilde André
Pour les articles homonymes, voir André.
Matilde André, née le 11 février 1986 à Luanda, est une joueuse angolaise de handball qui joue au poste d'ailière droite dans le club Progresso do Sambizanga (en) et en équipe nationale d'Angola.

## Carrière
Elle a notamment représenté l'Angola au Championnat du monde 2009 en Chine, au Championnat du monde 2011 au Brésil et au Championnat du monde 2015 au Danemark.

## Palmarès

### En équipe nationale
Championnats du monde
- 11e place au Championnat du monde 2009
- 8e place au Championnat du monde 2011
- 16e place au Championnat du monde 2015

Championnats d'Afrique
- Médaille d'or au championnat d'Afrique 2012 au Maroc.
- Médaille d'or aux Jeux africains de 2011.
- Médaille d'or aux Jeux africains de 2015.